# 有馬 (飲食店)
有馬（ありま）は、かつて株式会社神鉄エンタープライズが運営していた飲食店チェーン。
店舗名は「うどんそば処『有馬』」。

## 概要
神戸電鉄および神戸電鉄グループである北神急行電鉄の駅構内・駅チカに展開していた蕎麦・うどん店である。
1991年（平成3年）以前は「しんてつそば（通称：しんそば）」の名称で立ち食い蕎麦・うどん専門店として展開していたが、1991年（平成3年）よりメニュー増加・テーブル席設置などを行った上で「うどんそば処『有馬』」にブランド転換した。

## 店舗
- 鈴蘭台店（2001年〈平成13年〉閉店）
- 北鈴蘭台店（閉店時期不明）
- 谷上店（2001年〈平成13年〉閉店）
- 緑が丘店（閉店時期不明
- 小野店（閉店時期不明）- 小野店は開店当初より「うどんそば処『有馬』」の名称[1]。